# Val de Chaise
Val de Chaise ist eine französische Gemeinde im Département Haute-Savoie in der Region Auvergne-Rhône-Alpes. Sie gehört zum Kanton Faverges-Seythenex im Arrondissement Annecy. Die Bewohner nennen sich Valchaisans. Sie entstand als Commune nouvelle mit Wirkung vom 1. Januar 2016 durch die Fusion der bisherigen Gemeinden Cons-Sainte-Colombe und Marlens.

## Gliederung
| Ortsteil                    | ehemaliger INSEE-Code | Fläche (km²) | Einwohnerzahl (2016) |
| --------------------------- | --------------------- | ------------ | -------------------- |
| Cons-Sainte-Colombe         | 74084                 | .03,47       | 372                  |
| Marlens (Verwaltungssitz)00 | 74167                 | 15,23        | 982                  |

## Nachbargemeinden
Nachbargemeinden sind Serraval im Nordwesten, Le Bouchet-Mont-Charvin im Norden, Ugine im Osten, Marthod im Südosten, Faverges-Seythenex im Süden und Saint-Ferréol im Westen.